# 重生 (基督教)
在基督教中，重生指人“属灵的再生”，与每个人都经历的身体的第一次出生相对。“重生”一词来源于《约翰福音》第3章第3节：“耶稣回答说，我实实在在的告诉你，人若不重生，就不能见神的国。”
这是一个与基督教救赎论有关的术语。在大部分基督教历史中，“重生”被理解为通过洗礼这种圣礼达到的精神再生，罗马天主教会和东正教教会至今依然是如此理解。

## 起源
《圣经》中第一次提到“重生”是在《约翰福音》第3章中，出现在耶稣对称为法利赛人的犹太教拉比尼哥底母的教导当中。
《圣经》中与“重生”相关的术语包括新的出生、复活、新生活、新造、心灵的更新、向罪死和向义活、从黑暗转入光中等。

## 公共立场
在当代，“重生”一词与自1960年代后期以来从美国开始，后来遍及世界各地的福音复兴运动有着广泛的联系。“重生”被用来指一种激烈转变的经历，日益成为一个术语，用来识别虔诚的信徒。
1976年，水门事件的同谋者科尔森的书《重生》获得了国际上的注意。他被时代杂志评为“美国最具影响力的25位福音派之一。”。这个词由于这一年的总统候选人吉米·卡特将自己形容为“重生”而更加普及，特别是在花花公子杂志第一次采访美国总统候选人时。现代音乐家小理查德彭尼曼，、鲍勃·迪伦,、戴夫·马斯泰恩、约翰尼·卡什、奇里夫·李察，都是对现代文化产生了影响的重生的艺术家，其他还有摔跤明星尚恩·麥可、克里斯·傑利可、杰西麦卡尼，也被提及是重生的。前任阿拉巴马州州长和美国总统候选人乔治·华莱士在1970年代末经历了重生，他也为自己早些时候的种族隔离观点表示道歉。